# Bob Dylan at Budokan
Bob Dylan at Budokan é o terceiro álbum gravado ao vivo pelo cantor Bob Dylan, lançado a 23 de abril de 1979. Gravado ao vivo em Tóquio, no Japão, é um registro da sua turnê mundial de 1978, que passou por vários países.
O disco atingiu o nº 13 do Pop Albums.
| Críticas profissionais                                                      | Críticas profissionais |
| Avaliações da crítica                                                       | Avaliações da crítica  |
| Fonte                                                                       | Avaliação              |
| --------------------------------------------------------------------------- | ---------------------- |
| Allmusic                                                                    | [ 2 ]                  |
| Rolling Stone                                                               | [ 3 ]                  |
| Esta tabela precisa de ser acompanhada por texto em prosa. Consulte o guia. |                        |

## Faixas
Todas as faixas por Bob Dylan, exceto onde anotado

### Disco 1
1. "Mr. Tambourine Man" – 4:54
2. "Shelter from the Storm" – 4:30
3. "Love Minus Zero/No Limit" – 3:52
4. "Ballad of a Thin Man" – 4:47
5. "Don't Think Twice, It's All Right" – 4:55
6. "Maggie's Farm" – 5:06
7. "One More Cup of Coffee (Valley Below)" – 3:19
8. "Like a Rolling Stone" – 6:31
9. "I Shall Be Released" – 4:12
10. "Is Your Love in Vain?" – 4:02
11. "Going, Going, Gone" – 4:22

### Disco 2
1. "Blowin' in the Wind" – 4:25
2. "Just like a Woman" – 5:03
3. "Oh, Sister" (Bob Dylan, Jacques Levy) – 4:44
4. "Simple Twist of Fate" – 4:15
5. "All Along the Watchtower" – 3:20
6. "I Want You" – 2:34
7. "All I Really Want to Do" – 3:37
8. "Knockin' on Heaven's Door" – 4:00
9. "It's Alright, Ma (I'm Only Bleeding)" – 6:04
10. "Forever Young" – 5:38
11. "The Times They Are a-Changin'" – 5:31

## Créditos
- Bob Dylan - Guitarra rítmica, harmónica, vocal
- Billy Cross - Guitarra
- Ian Wallace - Bateria
- Alan Pasqua - Teclados
- Rob Stoner - Baixo, vocal de apoio
- Steven Soles - Guitarra rítmica acústica, vocal de apoio
- David Mansfield - Violino, bandolim, guitarra
- Steve Douglas - Saxofone, flauta
- Bobbye Hall - Percussão
- Helena Springs - Vocal de apoio
- Jo Ann Harris - Vocal de apoio
- Debi Dye - Vocal de apoio